# Васьки (Гайнівський повіт)
Васьки (пол. Waśki) — село в Польщі, у гміні Нарва Гайнівського повіту Підляського воєводства. Населення — 74 особи (2011).

## Історія
Уперше згадується 1616 року. У 1884 році в селі започатковано церковну школу грамоти, у котрій навчалось 23 учні (з них 2 було католики).
У 1975—1998 роках село належало до Білостоцького воєводства.

## Демографія
Село лежить на українському боці українсько-білоруської мовної межі.
Демографічна структура станом на 31 березня 2011 року:
|          | Загалом | Допрацездатний вік | Працездатний вік | Постпрацездатний вік |
| -------- | ------- | ------------------ | ---------------- | -------------------- |
| Чоловіки | 37      | 3                  | 24               | 10                   |
| Жінки    | 37      | 2                  | 18               | 17                   |
| Разом    | 74      | 5                  | 42               | 27                   |